# Риоха
Риоха (шп. La Rioja) је шпанска аутономна заједница на северу Шпаније, и у исто време истоимена покрајина (једнопокрајинална аутономна заједница), кроз коју пролази река Ебро и Оха.
Граничи се са Баскијом и Наваром на северу, са Кастиљом и Леоном на западу, са Наваром на истоку, Кастиљом и Леоном и Арагоном на југу. Главни град аутономне заједнице и покрајине је Логроњо. Покрајина је подељена на 174 општине.

## Историја
До доласка Римљана у 2. веку п. н. е. територију Риохе су насељавала два келтска племена. Почетком 7. века заузимају је Маври. Подручје Риохе, био је предмет претензија Краљевине Наваре и Краљевине Кастиље од 10. века. Коначно, област је 1173. присвојила Кастиља, иако је постојао јак баскијско-наварски утицај све до скора. Баскијски се, на пример, говорио у планинским подручјима све до 17. века.
Риоха је након смрти Франка, и шпанске транзиције у демократију, постала једнопокрајинална аутономна заједница, захваљујући својој привредној разлици у односу на преостали дио Старе Кастиље, као и одбацивању приједлога да буде део других покрајина, као што су Кастиља и Леон или Баскија.

## Становништво
| 1970.   | 1981.   | 1991.   | 2001.   | 2010.   |
| ------- | ------- | ------- | ------- | ------- |
| 235.713 | 253.295 | 267.943 | 270.400 | 322.415 |